# Mateo de Luque
Mateo de Luque (m. abril de 1722) fue un corsario genovés al servicio de la Monarquía Hispánica. Mantuvo una activa carrera como corsario guardacostas en el Caribe hasta su captura y ejecución por las autoridades británicas.

## Biografía
Mateo de Luque o Matteo Luca militó en el Caribe a principios de siglo con base en Puerto Rico, formando parte de la flota del gran Miguel Enríquez. Fue un cazador de piratas especialmente contundente en su profesión. Antes del encuentro que puso fin a su carrera, con su balandra La Venganza había capturado cuatro navíos ingleses y ejecutado a todos sus tripulantes.
En abril de 1722 avistó una nave con bandera inglesa cerca de La Española y avanzó contra ella, pero el navío resultó ser una fragata de 40 cañones, la Launceton, recién llegada al Caribe. Con las tornas vueltas contra ellos, Luque y sus tripulantes trataron de hacerse pasar por mercantes, pero los británicos encontraron por casualidad un cartucho de papel hecho con la página de un diario de un barco inglés, el Crean, cuya tripulación también había sido masacrada por Luque. En la sentina encontraron también a 58 corsarios escondidos, que no tuvieron oportunidad de evitar la captura. Fueron llevados a Port Royal.
Luque y sus hombres fueron identificados y juzgados. Uno de ellos confesó haber matado a veinte ingleses con sus propias manos. Aunque las autoridades españolas objetaron que el navío tenía patente de corso legítima, 43 de los corsarios fueron colgados.